# Lancer du disque féminin aux Jeux olympiques d'été de 1960
Navigation
Melbourne 1956 Tokyo 1964
L'épreuve du lancer du disque féminin aux Jeux olympiques de 1960 s'est déroulée les 3 et 5 septembre 1960 au Stade olympique de Rome, en Italie.  Elle est remportée par la Soviétique Nina Romashkova.

## Résultats

### Finale
| Rang               | Athlète              | Pays                       | Marque | Essais | Essais | Essais | Essais | Essais | Essais | Notes |
| Rang               | Athlète              | Pays                       | Marque | 1      | 2      | 3      | 4      | 5      | 6      | Notes |
| ------------------ | -------------------- | -------------------------- | ------ | ------ | ------ | ------ | ------ | ------ | ------ | ----- |
| Médaille d'or      | Nina Romashkova      | Union soviétique           | 55.10  | 44.48  | 52.42  | 53.39  | 51.68  | 55.10  | 54.42  | OR    |
| Médaille d'argent  | Tamara Press         | Union soviétique           | 52.59  | 51.64  | 46.82  | x      | 50.92  | x      | 52.59  |       |
| Médaille de bronze | Lia Manoliu          | Roumanie                   | 52.36  | 52.36  | x      | 46.29  | 50.59  | 48.78  | 46.96  |       |
| 4                  | Kriemhild Limberg    | Équipe unifiée d’Allemagne | 51.47  | 51.47  | x      | 45.30  | 47.40  | 48.12  | 46.38  |       |
| 5                  | Yevgeniya Kuznetsova | Union soviétique           | 51.43  | 51.43  | 51.39  | 50.96  | 49.69  | 50.62  | 51.25  |       |
| 6                  | Earlene Brown        | États-Unis                 | 51.29  | 51.29  | 35.83  | 47.29  | x      | 35.20  | 45.80  |       |
| 7                  | Olga Fikotová        | États-Unis                 | 50.95  | 50.95  | 47.46  | 48.82  |        |        |        |       |
| 8                  | Jiřina Němcová       | Tchécoslovaquie            | 50.12  | 50.12  | 48.62  | x      |        |        |        |       |
| 9                  | Irene Schuch         | Équipe unifiée d’Allemagne | 49.86  | 49.86  | 49.42  | x      |        |        |        |       |
| 10                 | Valerie Sloper       | Nouvelle-Zélande           | 48.81  | 45.26  | x      | 48.81  |        |        |        |       |
| 11                 | Štěpánka Mertová     | Tchécoslovaquie            | 48.28  | 48.28  | 46.62  | 38.51  |        |        |        |       |
| 12                 | Wivianne Bergh       | Suède                      | 43.96  | 42.70  | 43.76  | 43.96  |        |        |        |       |